# Jackass Mountain
Jackass Mountain är ett berg i Kanada.   Det ligger i Thompson-Nicola Regional District och provinsen British Columbia, i den södra delen av landet, 3 400 km väster om huvudstaden Ottawa. Toppen på Jackass Mountain är 2 006 meter över havet, eller 702 meter över den omgivande terrängen. Bredden vid basen är 8,5 km.
Terrängen runt Jackass Mountain är bergig åt sydväst, men åt nordost är den kuperad.Trakten runt Jackass Mountain är nära nog obefolkad, med mindre än två invånare per kvadratkilometer.. Närmaste större samhälle är Lytton, 17,6 km norr om Jackass Mountain.
I omgivningarna runt Jackass Mountain växer i huvudsak barrskog.